# Crocq (Oise)
Crocq – miejscowość i gmina we Francji, w regionie Hauts-de-France, w departamencie Oise.
Według danych na rok 1990 gminę zamieszkiwały 122 osoby, a gęstość zaludnienia wynosiła 39 osób/km² (wśród 2293 gmin Pikardii Crocq plasuje się na 875. miejscu pod względem liczby ludności, natomiast pod względem powierzchni na miejscu 1046.).